# الاستيلاء على القاهرة (1517)

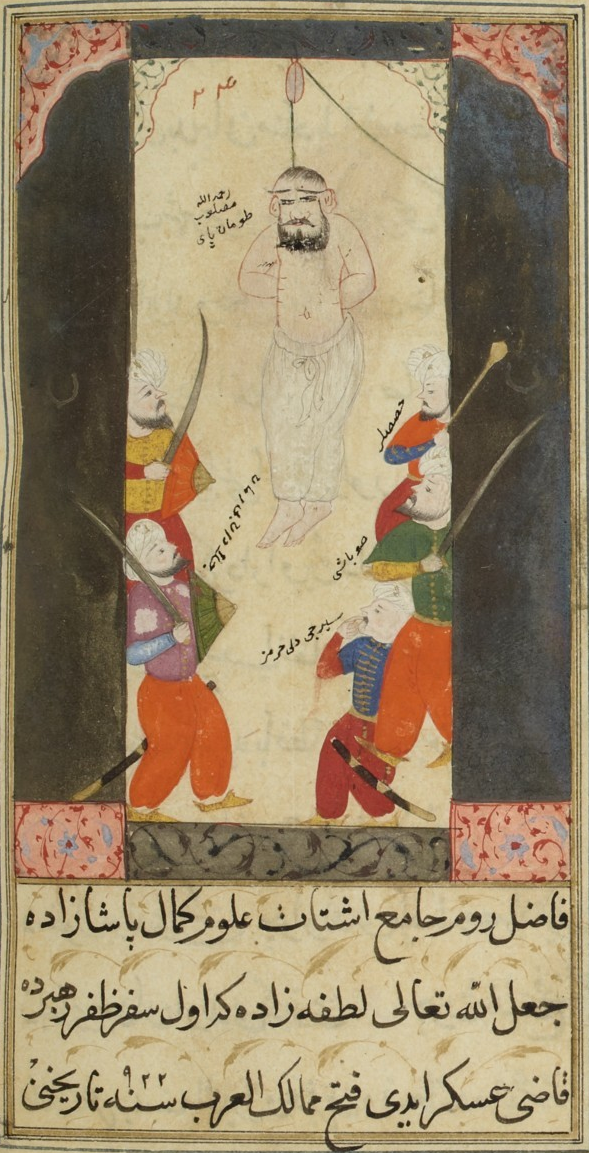
إعدام طومانباي في 15 أبريل 1517

كان الاستيلاء على القاهرة هو استيلاء الدولة العثمانية على عاصمة الدولة المملوكية في مصر عام 1517.